# Campeonato Europeo de Remo de 1926
El XXVIII Campeonato Europeo de Remo se celebró en Lucerna (Suiza) en 1926 bajo la organización de la Federación Internacional de Sociedades de Remo (FISA).
En total se disputaron siete pruebas diferentes, todas ellas en la categoría masculina.

## Resultados

### Masculino
| Evento                 | Oro | Plata | Bronce |
| ---------------------- | --- | --- | --- |
| Scull individual M1X   | Josef Schneider · Suiza | Béla Szendey Hungría | Fernand Vintens · Bélgica |
| Doble scull M2X        | Rudolf Bosshard · Maurice Rieder · Suiza | Michelangelo Bernasconi Alessandro De Col Italia                                                                                               | Bélgica |
| Dos sin timonel M2-    | Alois Reinhard · Wilhelm Siegenthaler · Suiza | Jean Cipollina Massimo Ballestrero Italia | Hendrik van Suylekom · Carel van Wankum · Países Bajos |
| Dos con timonel M2+    | Edouard Schädeli · Willy Müller · Fernand Eggenschwyler (t) · Suiza                                                                                            | Pier Luigi Vestrini Renzo Vestrini Cesare Milani (t) Italia                                                                                    | Langen van der Valk · H. S. de Vries · Tjong Nan Tjong (t) · Países Bajos                                                                                       |
| Cuatro sin timonel M4- | Alois Reinhard · Otto Bühlmann · Kaspar Zimmermann · Wilhelm Siegenthaler · Suiza                                                                              | Bernard van Ogtrop · Roelof Hommema · Egbertus Waller · F. A. Kroesen · Países Bajos                                                           | Portugal |
| Cuatro con timonel M4+ | Antonio Ghiardello Mario Ghiardello Giovanni-Battista Pastine Andrea Ghiardello Ugo Giangrande (t) Italia                                                      | Karl Schöchlin · Hans Schöchlin · Paul Käser · Wilhelm Wippermann · Theophil Mosimann (t) · Suiza                                              | Franciszek Bronikowski · Leon Birkholc · Mieczysław Figurski · Franciszek Janik · Franciszek Brzeziński (t) · Polonia                                           |
| Ocho con timonel M8+   | Henri Eli Kruyt · Teun Beijnen · F. M. Joseph · Albert Ooiman · A. H. van Assum · J. Bosscher · Tjalling James · Jaap Stigter · M. O. Davis (t) · Países Bajos | Vincenzo Fabiano Francesco Fabiano Angelo Olgeni Gildo Foco Terenzio Catullo Giuseppe Camuffo Aldo Olgeni Aldo Bettini Gino Bettini (t) Italia | Robert Swartelé · Maurice Swartelé · Théodore Wambeke · Hippolyte Schouppe · J. Van Parys · Hippolyte Schouppe · C. De Jonghe · Jean Bauwens · NC (t) · Bélgica |

## Medallero
| Núm. | País         | Oro | Plata | Bronce | Total |
| ---- | ------------ | --- | ----- | ------ | ----- |
| 1    | Suiza        | 5   | 1     | 0      | 6     |
| 2    | Italia       | 1   | 4     | 0      | 5     |
| 3    | Países Bajos | 1   | 1     | 2      | 4     |
| 4    | Hungría      | 0   | 1     | 0      | 1     |
| 5    | Bélgica      | 0   | 0     | 3      | 3     |
| 6    | Polonia      | 0   | 0     | 1      | 1     |
| 6    | Portugal     | 0   | 0     | 1      | 1     |
|      | TOTAL        | 7   | 7     | 7      | 21    |